# Britische Unterhauswahl 2019
| Regierung (365): Conservative 365 |  | Opposition (284): Labour 202 SNP 48 LibDem 11 DUP 8 SF 7 * Plaid 4 SDLP 2 Green 1 Alliance 1 |
| Speaker 1                         |  |                                                                                              |

Zusammensetzung:
^{*} Die Sinn-Féin-Mandate werden in Westminster nicht eingenommen.

Die britische Unterhauswahl 2019 fand vorzeitig am 12. Dezember 2019 statt. Gewählt wurden die 650 Abgeordneten des britischen Unterhauses in der 58. Legislaturperiode des Vereinigten Königreiches.
Nachdem drei Anträge von Premierminister Boris Johnson im September und Oktober 2019 für vorgezogene Neuwahlen nicht die nötige Zweidrittelmehrheit des Fixed-term Parliaments Act im Unterhaus erreicht hatten, brachte er den Gesetzesvorschlag Early Parliamentary General Election Bill ein, am 12. Dezember 2019 wählen zu lassen. Dieses Gesetz wurde am 29. Oktober 2019 vom Unterhaus beschlossen.
Das Oberhaus stimmte am 30. Oktober ohne Änderungen zu, anschließend wurde der Royal Assent erteilt. In der Nacht vom 5. zum 6. November 2019 wurde das bestehende Unterhaus aufgelöst.
Im Ergebnis konnte die Conservative Party unter Johnson ihre größte Mehrheit seit den 1980er-Jahren im Unterhaus gewinnen, während die Labour Party unter Jeremy Corbyn ein historisch schlechtes Wahlergebnis einfuhr. Zwar konnten die eindeutig als pro-europäisch auftretenden Liberal Democrats auf Kosten von Labour am meisten an prozentualen Stimmenanteilen dazugewinnen, verloren aber dennoch im Vergleich zur letzten Wahl einen Sitz.
In Schottland und Nordirland kam es ebenfalls zu deutlichen Verschiebungen und teilweise historischen Ergebnissen: In Schottland erreichte die Scottish National Party über 80 Prozent der für Schottland vergebenen Sitze, weshalb die Parteichefin der SNP Nicola Sturgeon umgehend ein erneutes Referendum über die Unabhängigkeit Schottlands forderte. In Nordirland erhielten die pro-irischen Nationalisten erstmals seit 1921 mehr Sitze als die pro-britischen Unionisten.

## Ausgangslage

### Vorherige Wahl 2017
| Konservative 317 |  | Labour 262 SNP 35 LibDem 12 DUP 10 Plaid 4 SF 7 * Green 1 Unabh. 1 |
| Speaker 1        |  |                                                                    |

Zusammensetzung des 2017 gewählten Unterhauses:
^{*} Die Sinn-Féin-Mandate werden in Westminster nicht eingenommen.

Die letzte Unterhauswahl 2017 ging initiativ auf die damalige Premierministerin Theresa May zurück, die dadurch hoffte, eine breite Mehrheit der Konservativen Partei im Parlament zu gewinnen, die dann als Basis für die anstehenden Verhandlungen zum EU-Austritt dienen sollte. Dieses Ziel verfehlte May jedoch vollständig.
Im Gegenteil verschlechterte sich die Position ihrer Regierung erheblich, weil es zu einem hung parliament kam und sie somit bei der Wahl die bisherige absolute Mehrheit der Sitze im Unterhaus verlor und fortan auf die Unterstützung durch die nordirische Democratic Unionist Party (DUP) angewiesen war. Die Labour Party konnte ihren Stimmenanteil auf 40 % steigern und gewann 30 Sitze hinzu. Leichte Zugewinne gab es bei den Liberal Democrats, die die Anzahl ihrer Sitze von 8 auf 12 steigern konnten.
Die nordirischen Parteien Democratic Unionist Party sowie Sinn Féin gewannen ebenfalls Sitze hinzu, auf Kosten der nun aus dem Unterhaus ausgeschiedenen Parteien Social Democratic and Labour Party und Ulster Unionist Party.
Die Scottish National Party (SNP) verlor 21 ihrer bislang 56 Sitze. Die UK Independence Party (UKIP) verlor fast 11 Prozentpunkte und ihren einzigen Sitz im Unterhaus.

### Gebildete Regierungen
Unmittelbar nach der Wahl 2017 bildete Premierministerin Theresa May eine konservative Minderheitsregierung, die von der DUP unterstützt wurde.
Nach dem Rücktritt Mays wurde am 24. Juli 2019 unter Führung des neuen Premierministers Boris Johnson eine neue Regierung gebildet.

## Wahlverfahren
Die Wahlen fanden nach dem relativen Mehrheitswahlrecht in 650 einzelnen Wahlkreisen statt. Der Kandidat mit der höchsten Wählerstimmenzahl in jedem Wahlkreis gewinnt (first-past-the-post). Einen zweiten Wahlgang gibt es nicht. Die Wahlkreisgrenzen sind seit 2010 unverändert.
Es gab 650 Wahlkreise. Die durchschnittliche Zahl der Wahlberechtigten pro Wahlkreis variierte zwischen 72.200 in England und 56.000 in Wales.
Die Wahllokale waren von 7 bis 22 Uhr geöffnet.

## Wahlkampfthemen
Politische Beobachter halten, wie bereits bei den vorherigen Wahlen, den Brexit für ein wahlentscheidendes Thema. Ein weiterer Fokus war die Austeritätspolitik und das Gesundheitssystem National Health Service.
Der konservative Premierminister Johnson versprach ein Ende der Austeritätspolitik; weiterhin zog er mit seinem verhandelten Austrittsabkommen, das bisher im Unterhaus gescheitert war, und dem Wahlslogan „Get Brexit done“ in den Wahlkampf (womit ein EU-Austritt des Vereinigten Königreiches zum 31. Januar 2020 gemeint ist). Demgegenüber versprach der sozialistische Oppositionsführer Jeremy Corbyn, ein neues Abkommen mit der EU zu verhandeln und dieses dann in einem zweiten Referendum zur Abstimmung zu stellen. Gleichzeitig versprach er Verstaatlichungen in großem Ausmaß und ein Investitionsprogramm von 400 Milliarden Pfund. Während Johnson dafür kritisiert wurde, unrealistische Versprechungen über den Brexit zu machen, lastete man Corbyn an, keinen klaren Standpunkt zum Brexit zu haben und unrealistische und nicht finanzierbare Versprechungen bezüglich der Wirtschaft abzugeben.
Die Liberaldemokraten unter ihrer Vorsitzenden Jo Swinson setzten sich für einen Verbleib in der EU ein; sie kündigten an, im Falle eines Wahlsiegs den Bescheid über den Austritt Großbritanniens aus der EU zu widerrufen; dies sollte auch ohne ein zweites Referendum geschehen. Die anderen kleineren Parteien setzten sich entweder für eine Abkehr vom Brexit, einen harten Brexit oder für Umweltschutz-Themen ein. In Schottland warb die SNP zudem erneut mit einem Austritt Schottlands aus dem Vereinigten Königreich. Ein weiteres bestimmendes Thema des Wahlkampfs waren Vorwürfe des Antisemitismus gegen Jeremy Corbyn.

## Parteien und Spitzenkandidaten
Insgesamt traten 58 Parteien zur Unterhauswahl 2019 an, davon 19 in mindestens 14 Wahlkreisen. Die übrigen 39 Parteien stellten nur in 1 bis 7 Wahlkreisen einen Kandidaten auf.
Aufgelistet sind die im Parlament vertretenen Parteien oder jene Parteien, die laut Umfragen Chancen auf mindestens einen Sitz im Parlament hatten.

### Großbritannien
| Partei:                                                      | Partei:                               | Partei:                                           | Partei:                                           | Partei:                                           | Partei:                                           | Partei:                                            |
| ------------------------------------------------------------ | ------------------------------------- | ------------------------------------------------- | ------------------------------------------------- | ------------------------------------------------- | ------------------------------------------------- | -------------------------------------------------- |
| Conservative Party (Tories)                                  | Labour Party (Labour)                 | Scottish National Party (SNP)                     | Liberal Democrats (LibDem)                        | Plaid Cymru (Plaid)                               | Green Party (Green)                               | Brexit Party (Brexit)                              |
| Parteiführer/in:                                             |                                       |                                                   |                                                   |                                                   |                                                   |                                                    |
|                                                              |                                       |                                                   |                                                   |                                                   |                                                   |                                                    |
| Boris Johnson                                                | Jeremy Corbyn                         | Nicola Sturgeon                                   | Jo Swinson                                        | Adam Price                                        | Jonathan Bartley/Siân Berry                       | Nigel Farage                                       |
| Bewerbungen um Sitze:                                        |                                       |                                                   |                                                   |                                                   |                                                   |                                                    |
| 635 im Vereinigten Königreich                                | 631 in Großbritannien                 | 59 in Schottland                                  | 611 in Großbritannien                             | 36 in Wales                                       | 474 in England und Wales                          | 276 in Großbritannien                              |
| Politische Ausrichtung:                                      |                                       |                                                   |                                                   |                                                   |                                                   |                                                    |
| Konservatismus                                               | Demokratischer Sozialismus            | Schottischer Separatismus, Linksliberalismus      | Liberalismus                                      | Walisischer Separatismus, Sozialdemokratie        | Grüne Politik                                     | Rechtspopulismus                                   |
| Einstellung zum „Brexit“:                                    |                                       |                                                   |                                                   |                                                   |                                                   |                                                    |
| „Brexit“ unter Bedingungen des Austrittsabkommens mit der EU | Neuverhandlung des Austrittsabkommens | gegen „Brexit“, neues Referendum über EU-Verbleib | gegen „Brexit“, neues Referendum über EU-Verbleib | gegen „Brexit“, neues Referendum über EU-Verbleib | gegen „Brexit“, neues Referendum über EU-Verbleib | „Brexit“ ohne Austrittsabkommen („No-Deal-Brexit“) |

### Nordirland
| Partei:                                              | Partei:                                           | Partei:                                           | Partei:                                              | Partei:                                           | Partei: | Partei: |
| ---------------------------------------------------- | ------------------------------------------------- | ------------------------------------------------- | ---------------------------------------------------- | ------------------------------------------------- | ------- | ------- |
| Democratic Unionist Party (DUP)                      | Sinn Féin (SF)                                    | Social Democratic and Labour Party (SDLP)         | Ulster Unionist Party (UUP)                          | Alliance Party of Northern Ireland (Alliance)     |         |         |
| Parteiführer/in:                                     |                                                   |                                                   |                                                      |                                                   |         |         |
|                                                      |                                                   |                                                   |                                                      |                                                   |         |         |
| Arlene Foster                                        | Michelle O’Neill                                  | Colum Eastwood                                    | Steve Aiken                                          | Naomi Long                                        |         |         |
| Bewerbungen um Sitze:                                |                                                   |                                                   |                                                      |                                                   |         |         |
| 17                                                   | 15                                                | 15                                                | 16                                                   | 18                                                |         |         |
| Politische Ausrichtung:                              |                                                   |                                                   |                                                      |                                                   |         |         |
| Unionismus, Konservatismus                           | Irischer Republikanismus, Linksnationalismus      | Irischer Nationalismus, Sozialdemokratie          | Unionismus, Konservatismus                           | Liberalismus                                      |         |         |
| Einstellung zum „Brexit“:                            |                                                   |                                                   |                                                      |                                                   |         |         |
| für „Brexit“, gegen das Austrittsabkommen mit der EU | gegen „Brexit“, neues Referendum über EU-Verbleib | gegen „Brexit“, neues Referendum über EU-Verbleib | für „Brexit“, gegen das Austrittsabkommen mit der EU | gegen „Brexit“, neues Referendum über EU-Verbleib |         |         |

## Wahlbündnisse
Am 7. November 2019 wurde bekannt, dass LibDem, Grüne und die walisische Plaid Cymru in insgesamt 60 Wahlkreisen ein Wahlbündnis eingehen und einen gemeinsamen, aussichtsreichen Kandidaten nominieren würden. Ziel war eine Bündelung der Stimmen aller am EU-Verbleib Interessierten. Zudem verzichteten die Liberaldemokraten auf eine Kandidatur in drei Sitzen von Brexit-Gegnern, die zu Beginn der letzten Legislaturperiode noch Mitglied bei den Tories oder Labour waren (Dominic Grieve, Gavin Shuker und Anna Soubry).
Am 11. November gab Nigel Farage bekannt, dass die Brexit Party in allen 317 Wahlkreisen, welche zwei Jahre zuvor von der Conservative Party gewonnen wurden, keine Kandidaten aufstellen würde.
In Nordirland gab es Wahlkreisabsprachen zwischen den beiden unionistischen Parteien DUP, welche für einen Brexit eintritt, und UUP, die einen EU-Skeptizismus verfolgt, in zwei Sitzen. Die republikanischen, pro-europäischen Parteien Sinn Féin und SDLP verzichteten ebenfalls in zwei Wahlkreisen auf konkurrierende Kandidaturen, die nordirischen Grünen unterstützten in drei Wahlkreisen die Kandidaturen von SDLP und Sinn Féin. Im Wahlkreis Belfast East verzichteten Sinn Féin, SDLP und Grüne auf eine Kandidatur zugunsten der EU-freundlichen Alliance Party.

## Umfragen

### Sitz-Prognosen für Westminster
| Institut      | Datum      | Tories | Labour | SNP | LibDem | DUP | SF | Plaid | Green | Brexit | Alliance | SDLP | Andere | Mehrheit |
| ------------- | ---------- | ------ | ------ | --- | ------ | --- | -- | ----- | ----- | ------ | -------- | ---- | ------ | -------- |
| elections etc | 11.12.2019 | 341    | 224    | 43  | 19     | —   | —  | 4     | 1     | 1      | —        | —    | 17     | +32      |
| UKelect       | 11.12.2019 | 348    | 217    | 44  | 17     | 10  | 7  | 4     | 1     | —      | —        | —    | 2      | +46      |
| Parlament     | 06.11.2019 | 298    | 243    | 35  | 21     | 10  | 7  | 4     | 1     | —      | —        | —    | 31     | −54      |
| Wahl 2017     | 08.06.2017 | 317    | 262    | 35  | 12     | 10  | 7  | 4     | 1     | —      | —        | —    | 2      | −16      |

### Großbritannien (ohne Nordirland)

#### Letzte Umfragen vor der Wahl
| Institut  | Datum      | Tories | Labour | LibDem | SNP   | Green | Brexit | Andere |
| --------- | ---------- | ------ | ------ | ------ | ----- | ----- | ------ | ------ |
| Survation | 11.12.2019 | 45 %   | 34 %   | 9 %    | 4 %   | 3 %   | 3 %    | 2 %    |
| Panelbase | 11.12.2019 | 43 %   | 34 %   | 11 %   | 4 %   | 3 %   | 4 %    | 1 %    |
| Opinium   | 11.12.2019 | 45 %   | 33 %   | 12 %   | 4 %   | 2 %   | 2 %    | 2 %    |
| Deltapoll | 11.12.2019 | 45 %   | 35 %   | 10 %   | 4 %   | 3 %   | 4 %    | —      |
| Kantar    | 11.12.2019 | 44 %   | 32 %   | 13 %   | 4 %   | 3 %   | 3 %    | 1 %    |
| BMG       | 11.12.2019 | 41 %   | 32 %   | 14 %   | —     | 3 %   | 4 %    | 6 %    |
| Wahl 2017 | 08.06.2017 | 43,4 % | 41,0 % | 7,6 %  | 3,1 % | 1,7 % | —      | 3,2 %  |

#### Ältere Umfragen (Auswahl)
| \| Datum \| Institut \| Region \| Befragte \| Con \| Labour \| LibDems \| SNP \| Plaid \| UKIP \| Green \| Change UK vorher The Independent Group (TIG) \| Brexit \| Sonstige \| Vorsprung \| \| ------------ \| ------------------------------------------------------------------------------------------------------------------------------------------- \| ------------------------------------------------------------------------------------------------------------------------------------------- \| ------------------------------------------------------------------------------------------------------------------------------------------- \| ------------------------------------------------------------------------------------------------------------------------------------------- \| ------------------------------------------------------------------------------------------------------------------------------------------- \| ------------------------------------------------------------------------------------------------------------------------------------------- \| ------------------------------------------------------------------------------------------------------------------------------------------- \| ------------------------------------------------------------------------------------------------------------------------------------------- \| ------------------------------------------------------------------------------------------------------------------------------------------- \| ------------------------------------------------------------------------------------------------------------------------------------------- \| ------------------------------------------------------------------------------------------------------------------------------------------- \| ------------------------------------------------------------------------------------------------------------------------------------------- \| ------------------------------------------------------------------------------------------------------------------------------------------- \| ------------------------------------------------------------------------------------------------------------------------------------------- \| \| 2–3 Sep \| YouGov/The Times \| GB \| 1,639 \| 35 % \| 25 % \| 16 % \| 4 % \| 1 % \| 1 % \| 7 % \| 0 % \| 11 % \| 0 % \| 10 % \| \| 29–30 Mai \| Deltapoll/The Mail on Sunday \| GB \| 2,449 \| 20 % \| 26 % \| 16 % \| TBC \| TBC \| TBC \| TBC \| TBC \| 24 % \| TBC \| 2 % \| \| 28–30 Mai \| Opinium/The Observer \| GB \| 2,005 \| 17 % \| 22 % \| 16 % \| 4 % \| 1 % \| 1 % \| 11 % \| 1 % \| 26 % \| 1 % \| 4 % \| \| 28–29 Mai \| YouGov/The Times \| GB \| 1,763 \| 19 % \| 19 % \| 24 % \| 6 % \| 6 % \| 1 % \| 8 % \| 1 % \| 22 % \| 0 % \| 2 % \| \| 23 Mai \| Europawahl im Vereinigten Königreich 2019[19] \| Europawahl im Vereinigten Königreich 2019[19] \| Europawahl im Vereinigten Königreich 2019[19] \| Europawahl im Vereinigten Königreich 2019[19] \| Europawahl im Vereinigten Königreich 2019[19] \| Europawahl im Vereinigten Königreich 2019[19] \| Europawahl im Vereinigten Königreich 2019[19] \| Europawahl im Vereinigten Königreich 2019[19] \| Europawahl im Vereinigten Königreich 2019[19] \| Europawahl im Vereinigten Königreich 2019[19] \| Europawahl im Vereinigten Königreich 2019[19] \| Europawahl im Vereinigten Königreich 2019[19] \| Europawahl im Vereinigten Königreich 2019[19] \| Europawahl im Vereinigten Königreich 2019[19] \| \| 22 Mai \| Survation/Daily Mail \| UK \| 2,029 \| 28 % \| 33 % \| 13 % \| 3 % \| 0 % \| 3 % \| 3 % \| 2 % \| 12 % \| 3 % \| 5 % \| \| 14–21 Mai \| Panelbase/The Sunday Times \| GB \| 2,033 \| 21 % \| 31 % \| 13 % \| 4 % \| – \| 3 % \| 5 % \| 4 % \| 19 % \| <1 % \| 10 % \| \| 17–20 Mai \| Opinium \| GB \| 2,005 \| 22 % \| 26 % \| 12 % \| 4 % \| 1 % \| 2 % \| 4 % \| 2 % \| 25 % \| 0 % \| 1 % \| \| 17 Mai \| Survation/Daily Mail \| UK \| 1,000 \| 27 % \| 32 % \| 13 % \| 5 % \| 0 % \| 2 % \| 3 % \| 2 % \| 13 % \| 4 % \| 5 % \| \| 8–17 Mai \| YouGov/Best for Britain/Hope Not Hate \| GB \| 9,260 \| 24 % \| 24 % \| 18 % \| 5 % \| 5 % \| 2 % \| 6 % \| 2 % \| 18 % \| 1 % \| Gleichstand \| \| 14–16 Mai \| Opinium/The Observer \| GB \| 2,009 \| 22 % \| 29 % \| 11 % \| 4 % \| 0 % \| 2 % \| 3 % \| 3 % \| 24 % \| 1 % \| 5 % \| \| 13–14 Mai \| YouGov/The Times \| GB \| 1,655 \| 25 % \| 25 % \| 16 % \| 5 % \| 5 % \| 2 % \| 7 % \| 2 % \| 18 % \| 1 % \| Gleichstand \| \| 10–14 Mai \| Ipsos MORI \| GB \| 1,072 \| 25 % \| 27 % \| 15 % \| 4 % \| 1 % \| 3 % \| 7 % \| 2 % \| 16 % \| 1 % \| 2 % \| \| 9–13 Mai \| Hanbury Strategy/Politico \| GB \| 2,000 \| 21 % \| 30 % \| 13 % \| 4 % \| – \| 2 % \| 5 % \| 6 % \| 19 % \| 1 % \| 9 % \| \| 9–13 Mai \| Kantar \| GB \| 1,152 \| 25 % \| 34 % \| 15 % \| 5 % \| 2 % \| 4 % \| 3 % \| 1 % \| 10 % \| 2 % \| 9 % \| \| 10–12 Mai \| ComRes/The Daily Telegraph \| GB \| 2,028 \| 20 % \| 27 % \| 13 % \| 3 % \| 0 % \| 4 % \| 4 % \| 6 % \| 20 % \| 1 % \| 7 % \| \| 8–10 Mai \| Opinium/The Observer \| GB \| 2,004 \| 22 % \| 28 % \| 11 % \| 4 % \| 0 % \| 4 % \| 6 % \| 4 % \| 21 % \| 0 % \| 6 % \| \| 7–10 Mai \| BMG/The Independent \| GB \| 1,541 \| 27 % \| 30 % \| 18 % \| 2 % \| 0 % \| 3 % \| 6 % \| 3 % \| 10 % \| 1 % \| 3 % \| \| 9 Mai \| ComRes/The Daily Telegraph \| — \| — \| 19 % \| 27 % \| 14 % \| 5 % \| — \| 3 % \| 5 % \| 7 % \| 20 % \| — \| 7 % \| \| 8 Mai \| Opinium \| — \| — \| 22 % \| 28 % \| 11 % \| 4 % \| — \| 4 % \| 6 % \| 4 % \| 21 % \| — \| 6 % \| \| 2 Mai \| Kommunalwahlen im Vereinigten Königreich 2019 \| Kommunalwahlen im Vereinigten Königreich 2019 \| Kommunalwahlen im Vereinigten Königreich 2019 \| Kommunalwahlen im Vereinigten Königreich 2019 \| Kommunalwahlen im Vereinigten Königreich 2019 \| Kommunalwahlen im Vereinigten Königreich 2019 \| Kommunalwahlen im Vereinigten Königreich 2019 \| Kommunalwahlen im Vereinigten Königreich 2019 \| Kommunalwahlen im Vereinigten Königreich 2019 \| Kommunalwahlen im Vereinigten Königreich 2019 \| Kommunalwahlen im Vereinigten Königreich 2019 \| Kommunalwahlen im Vereinigten Königreich 2019 \| Kommunalwahlen im Vereinigten Königreich 2019 \| Kommunalwahlen im Vereinigten Königreich 2019 \| \| 29–30 Apr \| YouGov \| GB \| 1,630 \| 29 % \| 29 % \| 13 % \| 4 % \| 4 % \| 2 % \| 5 % \| 3 % \| 15 % \| 1 % \| Gleichstand \| \| 23–24 Apr \| YouGov/The Times \| GB \| 1,787 \| 27 % \| 30 % \| 11 % \| 5 % \| 5 % \| 4 % \| 5 % \| 3 % \| 14 % \| 1 % \| 3 % \| \| 18–24 Apr \| Panelbase/The Sunday Times \| GB \| 2,030 \| 27 % \| 36 % \| 8 % \| 4 % \| — \| 5 % \| 3 % \| 4 % \| 13 % \| 1 % \| 9 % \| \| 21–23 Apr \| Opinium/The Observer \| GB \| 1,218 \| 26 % \| 33 % \| 6 % \| 5 % \| 1 % \| 4 % \| 4 % \| 4 % \| 17 % \| — \| 7 % \| \| 17 Apr \| OnePoll/The Sun on Sunday \| UK \| 2,000 \| 24 % \| 33 % \| 9 % \| 4 % \| — \| 5 % \| 5 % \| 5 % \| 14 % \| 2 % \| 9 % \| \| 16–17 Apr \| ORB/The Daily Telegraph \| UK \| 1,547 \| 26 % \| 29 % \| 8 % \| 4 % \| 1 % \| 5 % \| 4 % \| 5 % \| 14 % \| 4 % \| 3 % \| \| 16–17 Apr \| YouGov/The Times \| GB \| 1,755 \| 29 % \| 30 % \| 10 % \| 5 % \| 5 % \| 4 % \| 5 % \| 3 % \| 12 % \| 2 % \| 1 % \| \| 16 Apr \| ComRes/Brexit Express \| GB \| 1,061 \| 23 % \| 33 % \| 7 % \| 3 % \| 1 % \| 5 % \| 3 % \| 9 % \| 14 % \| 1 % \| 10 % \| \| 9–12 Apr \| Opinium/The Observer \| GB \| 2,007 \| 29 % \| 36 % \| 8 % \| 5 % \| 1 % \| 11 % \| 4 % \| — \| — \| 6 % \| 7 % \| \| 10–11 Apr \| YouGov/The Times \| GB \| 1,843 \| 28 % \| 32 % \| 11 % \| 5 % \| 5 % \| 6 % \| 5 % \| 3 % \| 8 % \| 2 % \| 4 % \| \| 5–8 Apr \| Hanbury Strategy \| GB \| 2,000 \| 31 % \| 40 % \| 8 % \| 4 % \| 1 % \| 8 % \| 5 % \| — \| — \| 4 % \| 9 % \| \| 4–8 Apr \| Kantar Public \| GB \| 1,172 \| 32 % \| 35 % \| 11 % \| 5 % \| 1 % \| 7 % \| 4 % \| — \| — \| 6 % \| 3 % \| \| 3–8 Apr \| Survation \| E+W \| 6,062 \| 37 % \| 41 % \| 10 % \| — \| 1 % \| 7 % \| 2 % \| 1 % \| — \| 2 % \| 4 % \| \| 5–7 Apr \| ComRes/The Daily Telegraph \| GB \| 2,018 \| 32 % \| 32 % \| 7 % \| 3 % \| — \| 9 % \| 3 % \| 9 % \| — \| 4 % \| Gleichstand \| \| 2–5 Apr \| BMG/The Independent \| GB \| 1,500 \| 29 % \| 31 % \| 8 % \| 3 % \| 1 % \| 7 % \| 4 % \| 8 % \| 6 % \| 1 % \| 2 % \| \| 2–5 Apr \| BMG/The Independent \| GB \| 1,500 \| 35 % \| 34 % \| 11 % \| 4 % \| 1 % \| 6 % \| 5 % \| — \| — \| 3 % \| 1 % \| \| 4 Apr \| Nachwahl im Wahlkreis Newport West[20] \| Nachwahl im Wahlkreis Newport West[20] \| Nachwahl im Wahlkreis Newport West[20] \| Nachwahl im Wahlkreis Newport West[20] \| Nachwahl im Wahlkreis Newport West[20] \| Nachwahl im Wahlkreis Newport West[20] \| Nachwahl im Wahlkreis Newport West[20] \| Nachwahl im Wahlkreis Newport West[20] \| Nachwahl im Wahlkreis Newport West[20] \| Nachwahl im Wahlkreis Newport West[20] \| Nachwahl im Wahlkreis Newport West[20] \| Nachwahl im Wahlkreis Newport West[20] \| Nachwahl im Wahlkreis Newport West[20] \| Nachwahl im Wahlkreis Newport West[20] \| \| 2–3 Apr \| YouGov \| GB \| 1,771 \| 32 % \| 31 % \| 12 % \| 5 % \| 1 % \| 4 % \| 7 % \| — \| 5 % \| 3 % \| 1 % \| \| 28–30 Mar \| Deltapoll/The Mail on Sunday \| GB \| 1,010 \| 32 % \| 35 % \| 7 % \| 2 % \| 1 % \| 6 % \| 2 % \| 9 % \| — \| 7 % \| 3 % \| \| 28–30 Mar \| Deltapoll/The Mail on Sunday \| GB \| 1,010 \| 36 % \| 41 % \| 7 % \| 3 % \| 1 % \| 7 % \| 3 % \| — \| — \| 3 % \| 5 % \| \| 28–29 Mar \| Opinium/The Observer \| GB \| 2,008 \| 35 % \| 35 % \| 9 % \| 4 % \| 0 % \| 9 % \| 5 % \| — \| — \| 3 % \| Gleichstand \| \| 24–25 Mar \| YouGov/The Times \| GB \| 2,110 \| 36 % \| 33 % \| 11 % \| 4 % \| 1 % \| 4 % \| 4 % \| — \| 5 % \| 2 % \| 3 % \| \| 22–24 Mar \| ComRes/Leave Means Leave \| GB \| 2,030 \| 33 % \| 33 % \| 8 % \| 3 % \| 1 % \| 7 % \| 3 % \| 9 % \| — \| 3 % \| Gleichstand \| \| 22 Mar \| Nigel Farage wird Vorsitzender der neu gegründeten Brexit Party[21] \| Nigel Farage wird Vorsitzender der neu gegründeten Brexit Party[21] \| Nigel Farage wird Vorsitzender der neu gegründeten Brexit Party[21] \| Nigel Farage wird Vorsitzender der neu gegründeten Brexit Party[21] \| Nigel Farage wird Vorsitzender der neu gegründeten Brexit Party[21] \| Nigel Farage wird Vorsitzender der neu gegründeten Brexit Party[21] \| Nigel Farage wird Vorsitzender der neu gegründeten Brexit Party[21] \| Nigel Farage wird Vorsitzender der neu gegründeten Brexit Party[21] \| Nigel Farage wird Vorsitzender der neu gegründeten Brexit Party[21] \| Nigel Farage wird Vorsitzender der neu gegründeten Brexit Party[21] \| Nigel Farage wird Vorsitzender der neu gegründeten Brexit Party[21] \| Nigel Farage wird Vorsitzender der neu gegründeten Brexit Party[21] \| Nigel Farage wird Vorsitzender der neu gegründeten Brexit Party[21] \| Nigel Farage wird Vorsitzender der neu gegründeten Brexit Party[21] \| \| 20–22 Mar \| Opinium/The Observer \| GB \| 2,002 \| 36 % \| 35 % \| 7 % \| 5 % \| 1 % \| 9 % \| 4 % \| — \| — \| 3 % \| 1 % \| \| 20–21 Mar \| ComRes/Daily Express \| GB \| 2,063 \| 34 % \| 35 % \| 8 % \| 3 % \| 0 % \| 7 % \| 4 % \| 6 % \| — \| 4 % \| 1 % \| \| 15–19 Mar \| Ipsos MORI \| GB \| 1,050 \| 38 % \| 34 % \| 8 % \| 5 % \| 1 % \| 7 % \| 4 % \| 2 % \| 1 % \| 1 % \| 4 % \| \| 15–17 Mar \| ComRes/The Daily Telegraph \| GB \| 2,033 \| 34 % \| 35 % \| 8 % \| 3 % \| 1 % \| 6 % \| 3 % \| 7 % \| — \| 3 % \| 1 % \| \| 15 Mar \| Survation/Daily Mail \| UK \| 1,007 \| 35 % \| 39 % \| 10 % \| 3 % \| 0 % \| 5 % \| 4 % \| — \| — \| 2 % \| 4 % \| \| 14–15 Mar \| YouGov/The Times \| GB \| 1,756 \| 35 % \| 31 % \| 12 % \| 3 % \| 1 % \| 4 % \| 6 % \| — \| 4 % \| 2 % \| 4 % \| \| 14–15 Mar \| YouGov/People's Vote \| GB \| 1,823 \| 35 % \| 33 % \| 11 % \| 3 % \| 1 % \| 5 % \| 6 % \| — \| — \| 6 % \| 2 % \| \| 13–15 Mar \| Opinium/The Observer \| GB \| 2,003 \| 35 % \| 35 % \| 7 % \| 5 % \| 0 % \| 8 % \| 4 % \| 4 % \| — \| 2 % \| Gleichstand \| \| 12–15 Mar \| Opinium/The Observer \| GB \| 1,952 \| 38 % \| 34 % \| 8 % \| 5 % \| 1 % \| 8 % \| 3 % \| — \| — \| 3 % \| 4 % \| \| 7–11 Mar \| Kantar Public \| GB \| 1,152 \| 41 % \| 31 % \| 8 % \| 5 % \| — \| 6 % \| 6 % \| — \| — \| 2 % \| 10 % \| \| 4–8 Mar \| BMG \| GB \| 1,504 \| 37 % \| 31 % \| 10 % \| 3 % \| 1 % \| 6 % \| 5 % \| 5 % \| — \| 1 % \| 6 % \| \| 4–8 Mar \| BMG \| GB \| 1,503 \| 39 % \| 34 % \| 12 % \| 3 % \| 1 % \| 5 % \| 4 % \| — \| — \| 2 % \| 5 % \| \| 4–5 Mar \| ComRes/Brexit Express \| GB \| 2,042 \| 36 % \| 34 % \| 8 % \| 3 % \| — \| 6 % \| 3 % \| 8 % \| — \| 2 % \| 2 % \| \| 3–4 Mar \| YouGov/The Times \| GB \| 2,172 \| 40 % \| 31 % \| 11 % \| 4 % \| 1 % \| 4 % \| 3 % \| — \| 3 % \| 3 % \| 9 % \| \| 26 Feb–1 Mar \| Opinium/The Guardian \| GB \| 2,004 \| 37 % \| 33 % \| 7 % \| 4 % \| 1 % \| 7 % \| 4 % \| 5 % \| — \| 2 % \| 4 % \| \| 26 Feb–1 Mar \| Opinium/The Observer \| GB \| 1,948 \| 40 % \| 34 % \| 9 % \| 4 % \| 1 % \| 7 % \| 3 % \| — \| — \| 3 % \| 6 % \| \| 22–23 Feb \| YouGov/The Times \| GB \| 1,672 \| 41 % \| 30 % \| 10 % \| 4 % \| 1 % \| 4 % \| 5 % \| — \| 2 % \| 3 % \| 11 % \| \| 22–23 Feb \| YouGov/The Times \| GB \| 1,672 \| 36 % \| 23 % \| 6 % \| — \| — \| — \| — \| 18 % \| — \| 16 % \| 13 % \| \| 21–23 Feb \| Deltapoll/The Mail on Sunday \| GB \| 1,027 \| 39 % \| 31 % \| 5 % \| 5 % \| 0 % \| 4 % \| 3 % \| 11 % \| — \| 1 % \| 8 % \| \| 21–23 Feb \| Deltapoll/The Mail on Sunday \| GB \| 1,027 \| 43 % \| 36 % \| 6 % \| 4 % \| 0 % \| 5 % \| 3 % \| — \| — \| 2 % \| 7 % \| \| 20–22 Feb \| Opinium \| GB \| 2,008 \| 40 % \| 32 % \| 5 % \| 4 % \| 1 % \| 7 % \| 4 % \| 6 % \| — \| 2 % \| 8 % \| \| 19 Feb \| Sky Data \| GB \| 1,034 \| 32 % \| 26 % \| 9 % \| 4 % \| 1 % \| 6 % \| 4 % \| 10 % \| — \| 7 % \| 6 % \| \| 18–19 Feb \| YouGov/The Times \| GB \| 1,861 \| 38 % \| 26 % \| 7 % \| — \| — \| — \| — \| 14 % \| — \| 15 % \| 12 % \| \| 18–19 Feb \| YouGov/The Times \| GB \| 1,861 \| 41 % \| 33 % \| 10 % \| 4 % \| 1 % \| 4 % \| 4 % \| — \| — \| 2 % \| 8 % \| \| 18 Feb \| Survation/Daily Mail \| UK \| 1,023 \| 39 % \| 34 % \| 6 % \| 3 % \| 1 % \| 5 % \| 4 % \| 8 % \| — \| 1 % \| 5 % \| \| 18 Feb \| Survation/Daily Mail \| UK \| 1,023 \| 40 % \| 36 % \| 10 % \| 3 % \| — \| 5 % \| 2 % \| — \| — \| 5 % \| 4 % \| \| 18–20 Feb \| 8 Abgeordnete der Labour Party and 3 Abgeordnete der Conservative Party treten aus ihren Parteien aus und gründen The Independent Group[22] \| 8 Abgeordnete der Labour Party and 3 Abgeordnete der Conservative Party treten aus ihren Parteien aus und gründen The Independent Group[22] \| 8 Abgeordnete der Labour Party and 3 Abgeordnete der Conservative Party treten aus ihren Parteien aus und gründen The Independent Group[22] \| 8 Abgeordnete der Labour Party and 3 Abgeordnete der Conservative Party treten aus ihren Parteien aus und gründen The Independent Group[22] \| 8 Abgeordnete der Labour Party and 3 Abgeordnete der Conservative Party treten aus ihren Parteien aus und gründen The Independent Group[22] \| 8 Abgeordnete der Labour Party and 3 Abgeordnete der Conservative Party treten aus ihren Parteien aus und gründen The Independent Group[22] \| 8 Abgeordnete der Labour Party and 3 Abgeordnete der Conservative Party treten aus ihren Parteien aus und gründen The Independent Group[22] \| 8 Abgeordnete der Labour Party and 3 Abgeordnete der Conservative Party treten aus ihren Parteien aus und gründen The Independent Group[22] \| 8 Abgeordnete der Labour Party and 3 Abgeordnete der Conservative Party treten aus ihren Parteien aus und gründen The Independent Group[22] \| 8 Abgeordnete der Labour Party and 3 Abgeordnete der Conservative Party treten aus ihren Parteien aus und gründen The Independent Group[22] \| 8 Abgeordnete der Labour Party and 3 Abgeordnete der Conservative Party treten aus ihren Parteien aus und gründen The Independent Group[22] \| 8 Abgeordnete der Labour Party and 3 Abgeordnete der Conservative Party treten aus ihren Parteien aus und gründen The Independent Group[22] \| 8 Abgeordnete der Labour Party and 3 Abgeordnete der Conservative Party treten aus ihren Parteien aus und gründen The Independent Group[22] \| 8 Abgeordnete der Labour Party and 3 Abgeordnete der Conservative Party treten aus ihren Parteien aus und gründen The Independent Group[22] \| \| 13–15 Feb \| Opinium/The Observer \| GB \| 2,005 \| 37 % \| 37 % \| 8 % \| 4 % \| 0 % \| 7 % \| 4 % \| — \| — \| 2 % \| Gleichstand \| \| 7–11 Feb \| Kantar Public \| GB \| 1,145 \| 40 % \| 35 % \| 10 % \| 4 % \| 1 % \| 3 % \| 4 % \| — \| — \| 3 % \| 5 % \| \| 4–8 Feb \| BMG \| GB \| 1,503 \| 38 % \| 35 % \| 13 % \| 3 % \| 1 % \| 5 % \| 5 % \| — \| — \| 1 % \| 3 % \| \| 1–5 Feb \| Ipsos MORI \| GB \| 1,005 \| 38 % \| 38 % \| 10 % \| 4 % \| 1 % \| 4 % \| 3 % \| — \| — \| 3 % \| Gleichstand \| \| 3–4 Feb \| YouGov/The Times \| GB \| 1,851 \| 41 % \| 34 % \| 10 % \| 4 % \| 1 % \| 4 % \| 4 % \| — \| — \| 2 % \| 7 % \| \| 30 Jan–1 Feb \| Opinium/The Observer \| GB \| 1,952 \| 41 % \| 34 % \| 8 % \| 4 % \| 1 % \| 7 % \| 4 % \| — \| — \| 1 % \| 7 % \| \| 30 Jan \| Survation/Daily Mail \| UK \| 1,029 \| 38 % \| 39 % \| 9 % \| 3 % \| — \| 4 % \| 2 % \| — \| — \| 4 % \| 1 % \| \| 23–25 Jan \| Opinium/People's Vote \| GB \| 2,001 \| 40 % \| 36 % \| 7 % \| 4 % \| 1 % \| 7 % \| 4 % \| — \| — \| 1 % \| 4 % \| \| 16–18 Jan \| ICM \| GB \| 2,046 \| 39 % \| 40 % \| 9 % \| 3 % \| 0 % \| 5 % \| 3 % \| — \| — \| 1 % \| 1 % \| \| 16–18 Jan \| Opinium/The Observer \| GB \| 2,006 \| 37 % \| 40 % \| 7 % \| 5 % \| 1 % \| 7 % \| 4 % \| — \| — \| 1 % \| 3 % \| \| 16–17 Jan \| ComRes/Sunday Express \| GB \| 2,031 \| 38 % \| 37 % \| 10 % \| 3 % \| 1 % \| 6 % \| 3 % \| — \| — \| 2 % \| 1 % \| \| 10–17 Jan \| Number Cruncher Politics \| GB \| 1,030 \| 41 % \| 39 % \| 8 % \| 3 % \| 1 % \| 4 % \| 2 % \| — \| — \| 1 % \| 2 % \| \| 14–15 Jan \| ComRes/Daily Express \| GB \| 2,010 \| 37 % \| 39 % \| 8 % \| 3 % \| 1 % \| 7 % \| 3 % \| — \| — \| 1 % \| 2 % \| \| 13–14 Jan \| YouGov/The Times \| GB \| 1,701 \| 39 % \| 34 % \| 11 % \| 4 % \| 1 % \| 6 % \| 4 % \| — \| — \| 1 % \| 5 % \| \| 10–14 Jan \| Kantar \| GB \| 1,106 \| 35 % \| 38 % \| 9 % \| 4 % \| 1 % \| 6 % \| 4 % \| — \| — \| 3 % \| 3 % \| \| 10–11 Jan \| Survation/Daily Mail \| UK \| 1,013 \| 38 % \| 41 % \| 10 % \| 3 % \| — \| 4 % \| 2 % \| — \| — \| 3 % \| 3 % \| \| 8–11 Jan \| BMG/The Independent \| GB \| 1,514 \| 36 % \| 36 % \| 12 % \| 3 % \| 1 % \| 6 % \| 5 % \| — \| — \| 1 % \| Gleichstand \| \| 6–7 Jan \| YouGov/The Times \| GB \| 1,656 \| 41 % \| 35 % \| 11 % \| 3 % \| 1 % \| 4 % \| 3 % \| — \| — \| 1 % \| 6 % \| \| 21 Dec–4 Jan \| YouGov/People's Vote \| UK \| 25,537 \| 40 % \| 34 % \| 10 % \| 3 % \| 1 % \| 4 % \| 4 % \| — \| — \| 2 % \| 6 % \| | | | | | | | | | | | | | | |
| Datum | Institut | Region | Befragte | Con | Labour | LibDems | SNP | Plaid | UKIP | Green | Change UK vorher The Independent Group (TIG)                                                                                            | Brexit | Sonstige | Vorsprung |
| 2–3 Sep | YouGov/The Times | GB | 1,639 | 35 % | 25 % | 16 % | 4 % | 1 % | 1 % | 7 % | 0 % | 11 % | 0 % | 10 % |
| 29–30 Mai | Deltapoll/The Mail on Sunday | GB | 2,449 | 20 % | 26 % | 16 % | TBC | TBC | TBC | TBC | TBC | 24 % | TBC | 2 % |
| 28–30 Mai | Opinium/The Observer | GB | 2,005 | 17 % | 22 % | 16 % | 4 % | 1 % | 1 % | 11 % | 1 % | 26 % | 1 % | 4 % |
| 28–29 Mai | YouGov/The Times | GB | 1,763 | 19 % | 19 % | 24 % | 6 % | 6 % | 1 % | 8 % | 1 % | 22 % | 0 % | 2 % |
| 23 Mai | Europawahl im Vereinigten Königreich 2019                                                                                               | Europawahl im Vereinigten Königreich 2019                                                                                               | Europawahl im Vereinigten Königreich 2019                                                                                               | Europawahl im Vereinigten Königreich 2019                                                                                               | Europawahl im Vereinigten Königreich 2019                                                                                               | Europawahl im Vereinigten Königreich 2019                                                                                               | Europawahl im Vereinigten Königreich 2019                                                                                               | Europawahl im Vereinigten Königreich 2019                                                                                               | Europawahl im Vereinigten Königreich 2019                                                                                               | Europawahl im Vereinigten Königreich 2019                                                                                               | Europawahl im Vereinigten Königreich 2019                                                                                               | Europawahl im Vereinigten Königreich 2019                                                                                               | Europawahl im Vereinigten Königreich 2019                                                                                               | Europawahl im Vereinigten Königreich 2019                                                                                               |
| 22 Mai | Survation/Daily Mail | UK | 2,029 | 28 % | 33 % | 13 % | 3 % | 0 % | 3 % | 3 % | 2 % | 12 % | 3 % | 5 % |
| 14–21 Mai | Panelbase/The Sunday Times | GB | 2,033 | 21 % | 31 % | 13 % | 4 % | – | 3 % | 5 % | 4 % | 19 % | <1 % | 10 % |
| 17–20 Mai | Opinium | GB | 2,005 | 22 % | 26 % | 12 % | 4 % | 1 % | 2 % | 4 % | 2 % | 25 % | 0 % | 1 % |
| 17 Mai | Survation/Daily Mail | UK | 1,000 | 27 % | 32 % | 13 % | 5 % | 0 % | 2 % | 3 % | 2 % | 13 % | 4 % | 5 % |
| 8–17 Mai | YouGov/Best for Britain/Hope Not Hate                                                                                                   | GB | 9,260 | 24 % | 24 % | 18 % | 5 % | 5 % | 2 % | 6 % | 2 % | 18 % | 1 % | Gleichstand |
| 14–16 Mai | Opinium/The Observer | GB | 2,009 | 22 % | 29 % | 11 % | 4 % | 0 % | 2 % | 3 % | 3 % | 24 % | 1 % | 5 % |
| 13–14 Mai | YouGov/The Times | GB | 1,655 | 25 % | 25 % | 16 % | 5 % | 5 % | 2 % | 7 % | 2 % | 18 % | 1 % | Gleichstand |
| 10–14 Mai | Ipsos MORI | GB | 1,072 | 25 % | 27 % | 15 % | 4 % | 1 % | 3 % | 7 % | 2 % | 16 % | 1 % | 2 % |
| 9–13 Mai | Hanbury Strategy/Politico | GB | 2,000 | 21 % | 30 % | 13 % | 4 % | – | 2 % | 5 % | 6 % | 19 % | 1 % | 9 % |
| 9–13 Mai | Kantar | GB | 1,152 | 25 % | 34 % | 15 % | 5 % | 2 % | 4 % | 3 % | 1 % | 10 % | 2 % | 9 % |
| 10–12 Mai | ComRes/The Daily Telegraph | GB | 2,028 | 20 % | 27 % | 13 % | 3 % | 0 % | 4 % | 4 % | 6 % | 20 % | 1 % | 7 % |
| 8–10 Mai | Opinium/The Observer | GB | 2,004 | 22 % | 28 % | 11 % | 4 % | 0 % | 4 % | 6 % | 4 % | 21 % | 0 % | 6 % |
| 7–10 Mai | BMG/The Independent | GB | 1,541 | 27 % | 30 % | 18 % | 2 % | 0 % | 3 % | 6 % | 3 % | 10 % | 1 % | 3 % |
| 9 Mai | ComRes/The Daily Telegraph | — | — | 19 % | 27 % | 14 % | 5 % | — | 3 % | 5 % | 7 % | 20 % | — | 7 % |
| 8 Mai | Opinium | — | — | 22 % | 28 % | 11 % | 4 % | — | 4 % | 6 % | 4 % | 21 % | — | 6 % |
| 2 Mai | Kommunalwahlen im Vereinigten Königreich 2019                                                                                           | Kommunalwahlen im Vereinigten Königreich 2019                                                                                           | Kommunalwahlen im Vereinigten Königreich 2019                                                                                           | Kommunalwahlen im Vereinigten Königreich 2019                                                                                           | Kommunalwahlen im Vereinigten Königreich 2019                                                                                           | Kommunalwahlen im Vereinigten Königreich 2019                                                                                           | Kommunalwahlen im Vereinigten Königreich 2019                                                                                           | Kommunalwahlen im Vereinigten Königreich 2019                                                                                           | Kommunalwahlen im Vereinigten Königreich 2019                                                                                           | Kommunalwahlen im Vereinigten Königreich 2019                                                                                           | Kommunalwahlen im Vereinigten Königreich 2019                                                                                           | Kommunalwahlen im Vereinigten Königreich 2019                                                                                           | Kommunalwahlen im Vereinigten Königreich 2019                                                                                           | Kommunalwahlen im Vereinigten Königreich 2019                                                                                           |
| 29–30 Apr | YouGov | GB | 1,630 | 29 % | 29 % | 13 % | 4 % | 4 % | 2 % | 5 % | 3 % | 15 % | 1 % | Gleichstand |
| 23–24 Apr | YouGov/The Times | GB | 1,787 | 27 % | 30 % | 11 % | 5 % | 5 % | 4 % | 5 % | 3 % | 14 % | 1 % | 3 % |
| 18–24 Apr | Panelbase/The Sunday Times | GB | 2,030 | 27 % | 36 % | 8 % | 4 % | — | 5 % | 3 % | 4 % | 13 % | 1 % | 9 % |
| 21–23 Apr | Opinium/The Observer | GB | 1,218 | 26 % | 33 % | 6 % | 5 % | 1 % | 4 % | 4 % | 4 % | 17 % | — | 7 % |
| 17 Apr | OnePoll/The Sun on Sunday | UK | 2,000 | 24 % | 33 % | 9 % | 4 % | — | 5 % | 5 % | 5 % | 14 % | 2 % | 9 % |
| 16–17 Apr | ORB/The Daily Telegraph | UK | 1,547 | 26 % | 29 % | 8 % | 4 % | 1 % | 5 % | 4 % | 5 % | 14 % | 4 % | 3 % |
| 16–17 Apr | YouGov/The Times | GB | 1,755 | 29 % | 30 % | 10 % | 5 % | 5 % | 4 % | 5 % | 3 % | 12 % | 2 % | 1 % |
| 16 Apr | ComRes/Brexit Express | GB | 1,061 | 23 % | 33 % | 7 % | 3 % | 1 % | 5 % | 3 % | 9 % | 14 % | 1 % | 10 % |
| 9–12 Apr | Opinium/The Observer | GB | 2,007 | 29 % | 36 % | 8 % | 5 % | 1 % | 11 % | 4 % | — | — | 6 % | 7 % |
| 10–11 Apr | YouGov/The Times | GB | 1,843 | 28 % | 32 % | 11 % | 5 % | 5 % | 6 % | 5 % | 3 % | 8 % | 2 % | 4 % |
| 5–8 Apr | Hanbury Strategy | GB | 2,000 | 31 % | 40 % | 8 % | 4 % | 1 % | 8 % | 5 % | — | — | 4 % | 9 % |
| 4–8 Apr | Kantar Public | GB | 1,172 | 32 % | 35 % | 11 % | 5 % | 1 % | 7 % | 4 % | — | — | 6 % | 3 % |
| 3–8 Apr | Survation | E+W | 6,062 | 37 % | 41 % | 10 % | — | 1 % | 7 % | 2 % | 1 % | — | 2 % | 4 % |
| 5–7 Apr | ComRes/The Daily Telegraph | GB | 2,018 | 32 % | 32 % | 7 % | 3 % | — | 9 % | 3 % | 9 % | — | 4 % | Gleichstand |
| 2–5 Apr | BMG/The Independent | GB | 1,500 | 29 % | 31 % | 8 % | 3 % | 1 % | 7 % | 4 % | 8 % | 6 % | 1 % | 2 % |
| 2–5 Apr | BMG/The Independent | GB | 1,500 | 35 % | 34 % | 11 % | 4 % | 1 % | 6 % | 5 % | — | — | 3 % | 1 % |
| 4 Apr | Nachwahl im Wahlkreis Newport West | Nachwahl im Wahlkreis Newport West | Nachwahl im Wahlkreis Newport West | Nachwahl im Wahlkreis Newport West | Nachwahl im Wahlkreis Newport West | Nachwahl im Wahlkreis Newport West | Nachwahl im Wahlkreis Newport West | Nachwahl im Wahlkreis Newport West | Nachwahl im Wahlkreis Newport West | Nachwahl im Wahlkreis Newport West | Nachwahl im Wahlkreis Newport West | Nachwahl im Wahlkreis Newport West | Nachwahl im Wahlkreis Newport West | Nachwahl im Wahlkreis Newport West |
| 2–3 Apr | YouGov | GB | 1,771 | 32 % | 31 % | 12 % | 5 % | 1 % | 4 % | 7 % | — | 5 % | 3 % | 1 % |
| 28–30 Mar | Deltapoll/The Mail on Sunday | GB | 1,010 | 32 % | 35 % | 7 % | 2 % | 1 % | 6 % | 2 % | 9 % | — | 7 % | 3 % |
| 28–30 Mar | Deltapoll/The Mail on Sunday | GB | 1,010 | 36 % | 41 % | 7 % | 3 % | 1 % | 7 % | 3 % | — | — | 3 % | 5 % |
| 28–29 Mar | Opinium/The Observer | GB | 2,008 | 35 % | 35 % | 9 % | 4 % | 0 % | 9 % | 5 % | — | — | 3 % | Gleichstand |
| 24–25 Mar | YouGov/The Times | GB | 2,110 | 36 % | 33 % | 11 % | 4 % | 1 % | 4 % | 4 % | — | 5 % | 2 % | 3 % |
| 22–24 Mar | ComRes/Leave Means Leave | GB | 2,030 | 33 % | 33 % | 8 % | 3 % | 1 % | 7 % | 3 % | 9 % | — | 3 % | Gleichstand |
| 22 Mar | Nigel Farage wird Vorsitzender der neu gegründeten Brexit Party                                                                         | Nigel Farage wird Vorsitzender der neu gegründeten Brexit Party                                                                         | Nigel Farage wird Vorsitzender der neu gegründeten Brexit Party                                                                         | Nigel Farage wird Vorsitzender der neu gegründeten Brexit Party                                                                         | Nigel Farage wird Vorsitzender der neu gegründeten Brexit Party                                                                         | Nigel Farage wird Vorsitzender der neu gegründeten Brexit Party                                                                         | Nigel Farage wird Vorsitzender der neu gegründeten Brexit Party                                                                         | Nigel Farage wird Vorsitzender der neu gegründeten Brexit Party                                                                         | Nigel Farage wird Vorsitzender der neu gegründeten Brexit Party                                                                         | Nigel Farage wird Vorsitzender der neu gegründeten Brexit Party                                                                         | Nigel Farage wird Vorsitzender der neu gegründeten Brexit Party                                                                         | Nigel Farage wird Vorsitzender der neu gegründeten Brexit Party                                                                         | Nigel Farage wird Vorsitzender der neu gegründeten Brexit Party                                                                         | Nigel Farage wird Vorsitzender der neu gegründeten Brexit Party                                                                         |
| 20–22 Mar | Opinium/The Observer | GB | 2,002 | 36 % | 35 % | 7 % | 5 % | 1 % | 9 % | 4 % | — | — | 3 % | 1 % |
| 20–21 Mar | ComRes/Daily Express | GB | 2,063 | 34 % | 35 % | 8 % | 3 % | 0 % | 7 % | 4 % | 6 % | — | 4 % | 1 % |
| 15–19 Mar | Ipsos MORI | GB | 1,050 | 38 % | 34 % | 8 % | 5 % | 1 % | 7 % | 4 % | 2 % | 1 % | 1 % | 4 % |
| 15–17 Mar | ComRes/The Daily Telegraph | GB | 2,033 | 34 % | 35 % | 8 % | 3 % | 1 % | 6 % | 3 % | 7 % | — | 3 % | 1 % |
| 15 Mar | Survation/Daily Mail | UK | 1,007 | 35 % | 39 % | 10 % | 3 % | 0 % | 5 % | 4 % | — | — | 2 % | 4 % |
| 14–15 Mar | YouGov/The Times | GB | 1,756 | 35 % | 31 % | 12 % | 3 % | 1 % | 4 % | 6 % | — | 4 % | 2 % | 4 % |
| 14–15 Mar | YouGov/People's Vote | GB | 1,823 | 35 % | 33 % | 11 % | 3 % | 1 % | 5 % | 6 % | — | — | 6 % | 2 % |
| 13–15 Mar | Opinium/The Observer | GB | 2,003 | 35 % | 35 % | 7 % | 5 % | 0 % | 8 % | 4 % | 4 % | — | 2 % | Gleichstand |
| 12–15 Mar | Opinium/The Observer | GB | 1,952 | 38 % | 34 % | 8 % | 5 % | 1 % | 8 % | 3 % | — | — | 3 % | 4 % |
| 7–11 Mar | Kantar Public | GB | 1,152 | 41 % | 31 % | 8 % | 5 % | — | 6 % | 6 % | — | — | 2 % | 10 % |
| 4–8 Mar | BMG | GB | 1,504 | 37 % | 31 % | 10 % | 3 % | 1 % | 6 % | 5 % | 5 % | — | 1 % | 6 % |
| 4–8 Mar | BMG | GB | 1,503 | 39 % | 34 % | 12 % | 3 % | 1 % | 5 % | 4 % | — | — | 2 % | 5 % |
| 4–5 Mar | ComRes/Brexit Express | GB | 2,042 | 36 % | 34 % | 8 % | 3 % | — | 6 % | 3 % | 8 % | — | 2 % | 2 % |
| 3–4 Mar | YouGov/The Times | GB | 2,172 | 40 % | 31 % | 11 % | 4 % | 1 % | 4 % | 3 % | — | 3 % | 3 % | 9 % |
| 26 Feb–1 Mar | Opinium/The Guardian | GB | 2,004 | 37 % | 33 % | 7 % | 4 % | 1 % | 7 % | 4 % | 5 % | — | 2 % | 4 % |
| 26 Feb–1 Mar | Opinium/The Observer | GB | 1,948 | 40 % | 34 % | 9 % | 4 % | 1 % | 7 % | 3 % | — | — | 3 % | 6 % |
| 22–23 Feb | YouGov/The Times | GB | 1,672 | 41 % | 30 % | 10 % | 4 % | 1 % | 4 % | 5 % | — | 2 % | 3 % | 11 % |
| 22–23 Feb | YouGov/The Times | GB | 1,672 | 36 % | 23 % | 6 % | — | — | — | — | 18 % | — | 16 % | 13 % |
| 21–23 Feb | Deltapoll/The Mail on Sunday | GB | 1,027 | 39 % | 31 % | 5 % | 5 % | 0 % | 4 % | 3 % | 11 % | — | 1 % | 8 % |
| 21–23 Feb | Deltapoll/The Mail on Sunday | GB | 1,027 | 43 % | 36 % | 6 % | 4 % | 0 % | 5 % | 3 % | — | — | 2 % | 7 % |
| 20–22 Feb | Opinium | GB | 2,008 | 40 % | 32 % | 5 % | 4 % | 1 % | 7 % | 4 % | 6 % | — | 2 % | 8 % |
| 19 Feb | Sky Data | GB | 1,034 | 32 % | 26 % | 9 % | 4 % | 1 % | 6 % | 4 % | 10 % | — | 7 % | 6 % |
| 18–19 Feb | YouGov/The Times | GB | 1,861 | 38 % | 26 % | 7 % | — | — | — | — | 14 % | — | 15 % | 12 % |
| 18–19 Feb | YouGov/The Times | GB | 1,861 | 41 % | 33 % | 10 % | 4 % | 1 % | 4 % | 4 % | — | — | 2 % | 8 % |
| 18 Feb | Survation/Daily Mail | UK | 1,023 | 39 % | 34 % | 6 % | 3 % | 1 % | 5 % | 4 % | 8 % | — | 1 % | 5 % |
| 18 Feb | Survation/Daily Mail | UK | 1,023 | 40 % | 36 % | 10 % | 3 % | — | 5 % | 2 % | — | — | 5 % | 4 % |
| 18–20 Feb | 8 Abgeordnete der Labour Party and 3 Abgeordnete der Conservative Party treten aus ihren Parteien aus und gründen The Independent Group | 8 Abgeordnete der Labour Party and 3 Abgeordnete der Conservative Party treten aus ihren Parteien aus und gründen The Independent Group | 8 Abgeordnete der Labour Party and 3 Abgeordnete der Conservative Party treten aus ihren Parteien aus und gründen The Independent Group | 8 Abgeordnete der Labour Party and 3 Abgeordnete der Conservative Party treten aus ihren Parteien aus und gründen The Independent Group | 8 Abgeordnete der Labour Party and 3 Abgeordnete der Conservative Party treten aus ihren Parteien aus und gründen The Independent Group | 8 Abgeordnete der Labour Party and 3 Abgeordnete der Conservative Party treten aus ihren Parteien aus und gründen The Independent Group | 8 Abgeordnete der Labour Party and 3 Abgeordnete der Conservative Party treten aus ihren Parteien aus und gründen The Independent Group | 8 Abgeordnete der Labour Party and 3 Abgeordnete der Conservative Party treten aus ihren Parteien aus und gründen The Independent Group | 8 Abgeordnete der Labour Party and 3 Abgeordnete der Conservative Party treten aus ihren Parteien aus und gründen The Independent Group | 8 Abgeordnete der Labour Party and 3 Abgeordnete der Conservative Party treten aus ihren Parteien aus und gründen The Independent Group | 8 Abgeordnete der Labour Party and 3 Abgeordnete der Conservative Party treten aus ihren Parteien aus und gründen The Independent Group | 8 Abgeordnete der Labour Party and 3 Abgeordnete der Conservative Party treten aus ihren Parteien aus und gründen The Independent Group | 8 Abgeordnete der Labour Party and 3 Abgeordnete der Conservative Party treten aus ihren Parteien aus und gründen The Independent Group | 8 Abgeordnete der Labour Party and 3 Abgeordnete der Conservative Party treten aus ihren Parteien aus und gründen The Independent Group |
| 13–15 Feb | Opinium/The Observer | GB | 2,005 | 37 % | 37 % | 8 % | 4 % | 0 % | 7 % | 4 % | — | — | 2 % | Gleichstand |
| 7–11 Feb | Kantar Public | GB | 1,145 | 40 % | 35 % | 10 % | 4 % | 1 % | 3 % | 4 % | — | — | 3 % | 5 % |
| 4–8 Feb | BMG | GB | 1,503 | 38 % | 35 % | 13 % | 3 % | 1 % | 5 % | 5 % | — | — | 1 % | 3 % |
| 1–5 Feb | Ipsos MORI | GB | 1,005 | 38 % | 38 % | 10 % | 4 % | 1 % | 4 % | 3 % | — | — | 3 % | Gleichstand |
| 3–4 Feb | YouGov/The Times | GB | 1,851 | 41 % | 34 % | 10 % | 4 % | 1 % | 4 % | 4 % | — | — | 2 % | 7 % |
| 30 Jan–1 Feb | Opinium/The Observer | GB | 1,952 | 41 % | 34 % | 8 % | 4 % | 1 % | 7 % | 4 % | — | — | 1 % | 7 % |
| 30 Jan | Survation/Daily Mail | UK | 1,029 | 38 % | 39 % | 9 % | 3 % | — | 4 % | 2 % | — | — | 4 % | 1 % |
| 23–25 Jan | Opinium/People's Vote | GB | 2,001 | 40 % | 36 % | 7 % | 4 % | 1 % | 7 % | 4 % | — | — | 1 % | 4 % |
| 16–18 Jan | ICM | GB | 2,046 | 39 % | 40 % | 9 % | 3 % | 0 % | 5 % | 3 % | — | — | 1 % | 1 % |
| 16–18 Jan | Opinium/The Observer | GB | 2,006 | 37 % | 40 % | 7 % | 5 % | 1 % | 7 % | 4 % | — | — | 1 % | 3 % |
| 16–17 Jan | ComRes/Sunday Express | GB | 2,031 | 38 % | 37 % | 10 % | 3 % | 1 % | 6 % | 3 % | — | — | 2 % | 1 % |
| 10–17 Jan | Number Cruncher Politics | GB | 1,030 | 41 % | 39 % | 8 % | 3 % | 1 % | 4 % | 2 % | — | — | 1 % | 2 % |
| 14–15 Jan | ComRes/Daily Express | GB | 2,010 | 37 % | 39 % | 8 % | 3 % | 1 % | 7 % | 3 % | — | — | 1 % | 2 % |
| 13–14 Jan | YouGov/The Times | GB | 1,701 | 39 % | 34 % | 11 % | 4 % | 1 % | 6 % | 4 % | — | — | 1 % | 5 % |
| 10–14 Jan | Kantar | GB | 1,106 | 35 % | 38 % | 9 % | 4 % | 1 % | 6 % | 4 % | — | — | 3 % | 3 % |
| 10–11 Jan | Survation/Daily Mail | UK | 1,013 | 38 % | 41 % | 10 % | 3 % | — | 4 % | 2 % | — | — | 3 % | 3 % |
| 8–11 Jan | BMG/The Independent | GB | 1,514 | 36 % | 36 % | 12 % | 3 % | 1 % | 6 % | 5 % | — | — | 1 % | Gleichstand |
| 6–7 Jan | YouGov/The Times | GB | 1,656 | 41 % | 35 % | 11 % | 3 % | 1 % | 4 % | 3 % | — | — | 1 % | 6 % |
| 21 Dec–4 Jan | YouGov/People's Vote | UK | 25,537 | 40 % | 34 % | 10 % | 3 % | 1 % | 4 % | 4 % | — | — | 2 % | 6 % |

### Schottland
| Institut  | Datum      | SNP    | Tories | Labour | LibDem | Andere |
| --------- | ---------- | ------ | ------ | ------ | ------ | ------ |
| Survation | 11.12.2019 | 46 %   | 28 %   | 15 %   | 10 %   | 1 %    |
| Wahl 2017 | 08.06.2017 | 36,9 % | 28,6 % | 27,1 % | 6,8 %  | 0,6 %  |

### Wales
| Institut  | Datum      | Labour | Tories | Plaid  | LibDem | Brexit | Andere |
| --------- | ---------- | ------ | ------ | ------ | ------ | ------ | ------ |
| YouGov    | 10.12.2019 | 43 %   | 34 %   | 10 %   | 5 %    | 6 %    | 2 %    |
| Wahl 2017 | 08.06.2017 | 48,9 % | 33,6 % | 10,4 % | 4,5 %  | —      | 2,6 %  |

### Nordirland
| Institut   | Datum      | DUP    | SF     | SDLP   | UUP    | Alliance | Andere |
| ---------- | ---------- | ------ | ------ | ------ | ------ | -------- | ------ |
| Lucid Talk | 30.11.2019 | 28 %   | 24 %   | 12 %   | 10 %   | 15 %     | 10 %   |
| Wahl 2017  | 08.06.2017 | 36,0 % | 29,4 % | 11,7 % | 10,3 % | 7,9 %    | 2,1 %  |

## Ergebnisse
Bei den vorgezogenen Unterhauswahlen erzielte die Labour Party ihr schlechtestes Wahlergebnis seit 1935, während die Conservative Party mit großem Vorsprung die absolute Mehrheit im House of Commons gewann. Die Tories konnten ihre größte Mehrheit seit Margaret Thatchers Sieg im Jahr 1987 erringen, sowohl was die Sitze im Unterhaus als auch die Stimmen anging. Dazu gewannen sie 33 der 63 Sitze im sogenannten red wall, einer Ansammlung von Wahlkreisen vom nördlichen Wales über die Midlands bis nach Nordengland, die seit Jahrzehnten ununterbrochen Labour-Abgeordnete gewählt hatten und das Grundfundament für die Wahlerfolge Labours bei vergangenen Wahlsiegen der Partei bildete. Kommentatoren sprachen von einem „Erdrutschsieg“ für Premierminister Boris Johnson und einem klaren Mandat für den Brexit. Johnson verkündete anschließend, diesen nun so schnell wie möglich vollziehen zu wollen.
Labour dagegen erreichte bei 32,2 % der Stimmen nur 203 Sitze. Zu den Verlusten im Gebiet des red wall kamen weitere Verluste in Schottland sowie in Wales hinzu, beides ehemals Hochburgen der Partei. In Schottland verblieb lediglich ein einzelner Wahlkreis in der Hand von Labour. Am Tag nach der Wahl kündigte Labour-Führer Jeremy Corbyn an, seine Partei bei der nächsten Unterhauswahl nicht mehr anzuführen, ließ seinen Rücktritt zunächst jedoch offen. Die liberale Parteichefin Jo Swinson, die ihren eigenen Sitz knapp an die SNP verloren hatte, trat von ihren Ämtern zurück. Die SNP-Parteichefin Nicola Sturgeon forderte aufgrund des guten Ergebnisses ihrer Partei ein erneutes Referendum über die Unabhängigkeit Schottlands. In Nordirland erhielten die pro-irischen Nationalisten erstmals mehr Sitze als die pro-britischen Unionisten.
Erstmals zogen für die Liberalen und Sozialisten mehr Frauen als Männer in das Parlament ein, was zu einer Rekordanzahl von weiblichen Parlamentsmitgliedern führte.

### Landesweites Ergebnis

Karte der gewonnenen Wahlkreise

Wahlkreishinzugewinne im Vergleich zur letzten Wahl 2017:

Die landesweite Wahlbeteiligung betrug 67,3 % ( ▼1,5).
| Partei                                          | Partei                                          | Sitze | Sitze | Sitze | Stimmen    | Stimmen | Stimmen |
| Partei                                          | Partei                                          | Zahl  | in %  | +/-   | Zahl       | in %    | +/- %   |
| ----------------------------------------------- | ----------------------------------------------- | ----- | ----- | ----- | ---------- | ------- | ------- |
|                                                 | Conservative Party                              | 365   | 56,2  | ▲47   | 13.966.451 | 43,6    | ▲1,2    |
|                                                 | Labour Party                                    | 203   | 31,2  | ▼59   | 10.295.907 | 32,2    | ▼7,8    |
|                                                 | Scottish National Party                         | 48    | 7,4   | ▲13   | 1.242.380  | 3,9     | ▲0,9    |
|                                                 | Liberal Democrats                               | 11    | 1,7   | ▼1    | 3.696.419  | 11,5    | ▲4,1    |
|                                                 | Democratic Unionist Party                       | 8     | 1,2   | ▼2    | 244.127    | 0,8     | ▼0,1    |
|                                                 | Sinn Féin                                       | 7     | 1,1   | ▬ 0   | 181.853    | 0,6     | ▼0,1    |
|                                                 | Plaid Cymru                                     | 4     | 0,6   | ▬ 0   | 153.265    | 0,5     | ▬ 0     |
|                                                 | Social Democratic and Labour Party              | 2     | 0,3   | ▲2    | 118.737    | 0,4     | ▼0,1    |
|                                                 | Green Party of England and Wales                | 1     | 0,2   | ▬ 0   | 835.589    | 2,7     | ▲1,1    |
|                                                 | Alliance Party of Northern Ireland              | 1     | 0,2   | ▲1    | 134.115    | 0,4     | ▲0,2    |
|                                                 | Brexit Party                                    | —     | —     | —     | 644.275    | 2,0     | neu     |
|                                                 | Ulster Unionist Party                           | —     | —     | —     | 93.123     | 0,3     | ▬ 0     |
|                                                 | The Yorkshire Party                             | —     | —     | —     | 29.201     | 0,1     | ▬       |
|                                                 | Scottish Green Party                            | —     | —     | —     | 28.122     | 0,1     | ▬       |
|                                                 | UKIP                                            | —     | —     | —     | 22.817     | 0,1     | ▼1,8    |
|                                                 | Ashfield Independents                           | —     | —     | —     | 13.498     | 0,0     | ▬       |
|                                                 | Liberal Party                                   | —     | —     | —     | 10.876     | 0,0     | neu     |
|                                                 | Independent Group for Change                    | —     | —     | —     | 10.006     | 0,0     | neu     |
|                                                 | Aontú                                           | —     | —     | —     | 9.814      | 0,0     | neu     |
|                                                 | Official Monster Raving Loony Party             | —     | —     | —     | 9.739      | 0,0     | ▬       |
|                                                 | People Before Profit                            | —     | —     | —     | 7.526      | 0,0     | ▬       |
|                                                 | Birkenhead Social Justice                       | —     | —     | —     | 7.285      | 0,0     | neu     |
|                                                 | Christian Peoples Alliance                      | —     | —     | —     | 6.486      | 0,0     | ▬       |
|                                                 | Heavy Woollen Independents                      | —     | —     | —     | 6.423      | 0,0     | ▬       |
|                                                 | Social Democratic Party                         | —     | —     | —     | 3.295      | 0,0     | ▬       |
|                                                 | Animal Welfare Party                            | —     | —     | —     | 3.086      | 0,0     | ▬       |
|                                                 | North East Party                                | —     | —     | —     | 2.637      | 0,0     | ▬       |
|                                                 | Lincolnshire Independent                        | —     | —     | —     | 1.999      | 0,0     | ▬       |
|                                                 | Green Party in Northern Ireland                 | —     | —     | —     | 1.996      | 0,0     | ▬       |
|                                                 | English Democrats                               | —     | —     | —     | 1.987      | 0,0     | ▬       |
|                                                 | Mebyon Kernow                                   | —     | —     | —     | 1.660      | 0,0     | ▬       |
|                                                 | Proud of Oldham and Saddleworth                 | —     | —     | —     | 1.606      | 0,0     | neu     |
|                                                 | Independent Network                             | —     | —     | —     | 1.542      | 0,0     | neu     |
|                                                 | Gwlad Gwlad                                     | —     | —     | —     | 1.515      | 0,0     | neu     |
|                                                 | Libertarian Party                               | —     | —     | —     | 1.375      | 0,0     | ▬       |
|                                                 | The Cynon Valley Party                          | —     | —     | —     | 1.322      | 0,0     | neu     |
|                                                 | Veterans and People's Party                     | —     | —     | —     | 1.219      | 0,0     | neu     |
|                                                 | Burnley and Padiham Party                       | —     | —     | —     | 1.162      | 0,0     | ▬       |
|                                                 | Shropshire Party                                | —     | —     | —     | 1.141      | 0,0     | ▬       |
|                                                 | Putting Cumbria First                           | —     | —     | —     | 1.070      | 0,0     | neu     |
|                                                 | Peace Party                                     | —     | —     | —     | 971        | 0,0     | ▬       |
|                                                 | Wycombe Independents                            | —     | —     | —     | 926        | 0,0     | ▬       |
|                                                 | The Justice & Anti-Corruption Party             | —     | —     | —     | 728        | 0,0     | ▬       |
|                                                 | Renew                                           | —     | —     | —     | 545        | 0,0     | neu     |
|                                                 | Workers Revolutionary Party                     | —     | —     | —     | 524        | 0,0     | ▬       |
|                                                 | British National Party                          | —     | —     | —     | 510        | 0,0     | ▬       |
|                                                 | Scottish Family Party                           | —     | —     | —     | 465        | 0,0     | neu     |
|                                                 | Scottish Christian Party                        | —     | —     | —     | 460        | 0,0     | ▬       |
|                                                 | Women’s Equality Party                          | —     | —     | —     | 416        | 0,0     | ▬       |
|                                                 | Scottish Libertarian Party                      | —     | —     | —     | 405        | 0,0     | neu     |
|                                                 | Communities United Party                        | —     | —     | —     | 393        | 0,0     | ▬       |
|                                                 | Advance Together                                | —     | —     | —     | 351        | 0,0     | neu     |
|                                                 | Young People's Party                            | —     | —     | —     | 311        | 0,0     | ▬       |
|                                                 | Alliance for Green Socialism                    | —     | —     | —     | 278        | 0,0     | ▬       |
|                                                 | Welsh Christian Party                           | —     | —     | —     | 245        | 0,0     | neu     |
|                                                 | Yeshua                                          | —     | —     | —     | 204        | 0,0     | neu     |
|                                                 | Church of the Militant Elvis Party              | —     | —     | —     | 172        | 0,0     | ▬       |
|                                                 | Socialist Equality Party                        | —     | —     | —     | 172        | 0,0     | ▬       |
|                                                 | Socialist Party of Great Britain                | —     | —     | —     | 157        | 0,0     | ▬       |
|                                                 | Andere                                          | —     | —     | —     | 209.186    | 0,6     |         |
| Gesamt                                          | Gesamt                                          | 650   | 100   |       | 32.014.065 | 100     |         |
| Anzahl der Wahlberechtigten und Wahlbeteiligung | Anzahl der Wahlberechtigten und Wahlbeteiligung |       |       |       | 47.587.254 | 67,3    | ▼1,5    |
| Quelle: bbc.com                                 |                                                 |       |       |       |            |         |         |

### England
533 der insgesamt 650 Wahlkreise lagen in England.

Wahlkreisergebnisse in England

| Partei                       | Partei                              | Sitze | Sitze | Sitze | Stimmen    | Stimmen | Stimmen |
| Partei                       | Partei                              | Zahl  | in %  | +/-   | Zahl       | in %    | +/- %   |
| ---------------------------- | ----------------------------------- | ----- | ----- | ----- | ---------- | ------- | ------- |
|                              | Conservative Party                  | 345   | 64,7  | ▲48   | 12.710.845 | 47,2    | ▲1,7    |
|                              | Labour Party                        | 180   | 33,7  | ▼47   | 9.152.039  | 34,0    | ▼7,9    |
|                              | Liberal Democrats                   | 7     | 1,3   | ▼1    | 3.340.831  | 12,4    | ▲4,6    |
|                              | Green Party of England and Wales    | 1     | 0,2   | ▬ 0   | 819.761    | 3,0     | ▲1,2    |
|                              | Brexit Party                        | —     | —     | —     | 547.106    | 2,0     | neu     |
|                              | The Yorkshire Party                 | —     | —     | —     | 29.201     | 0,1     | ▬       |
|                              | UKIP                                | —     | —     | —     | 18.891     | 0,1     | ▼2,0    |
|                              | Ashfield Independents               | —     | —     | —     | 13.498     | 0,0     | ▬       |
|                              | Liberal Party                       | —     | —     | —     | 10.876     | 0,0     | neu     |
|                              | Independent Group for Change        | —     | —     | —     | 10.006     | 0,0     | neu     |
|                              | Official Monster Raving Loony Party | —     | —     | —     | 9.394      | 0,0     | ▬       |
|                              | Birkenhead Social Justice           | —     | —     | —     | 7.285      | 0,0     | neu     |
|                              | Heavy Woollen Independents          | —     | —     | —     | 6.423      | 0,0     | ▬       |
|                              | Christian Peoples Alliance          | —     | —     | —     | 6.246      | 0,0     | ▬       |
|                              | Animal Welfare Party                | —     | —     | —     | 3.086      | 0,0     | ▬       |
|                              | Social Democratic Party             | —     | —     | —     | 3.000      | 0,0     | ▬       |
|                              | North East Party                    | —     | —     | —     | 2.637      | 0,0     | ▬       |
|                              | Lincolnshire Independent            | —     | —     | —     | 1.999      | 0,0     | ▬       |
|                              | English Democrats                   | —     | —     | —     | 1.987      | 0,0     | ▬       |
|                              | Mebyon Kernow                       | —     | —     | —     | 1.660      | 0,0     | ▬       |
|                              | Proud of Oldham and Saddleworth     | —     | —     | —     | 1.606      | 0,0     | neu     |
|                              | Independent Network                 | —     | —     | —     | 1.542      | 0,0     | neu     |
|                              | Libertarian Party                   | —     | —     | —     | 1.375      | 0,0     | ▬       |
|                              | Burnley and Padiham Party           | —     | —     | —     | 1.162      | 0,0     | ▬       |
|                              | Shropshire Party                    | —     | —     | —     | 1.141      | 0,0     | ▬       |
|                              | Putting Cumbria First               | —     | —     | —     | 1.070      | 0,0     | neu     |
|                              | Peace Party                         | —     | —     | —     | 971        | 0,0     | ▬       |
|                              | Wycombe Independents                | —     | —     | —     | 926        | 0,0     | ▬       |
|                              | The Justice & Anti-Corruption Party | —     | —     | —     | 728        | 0,0     | ▬       |
|                              | Veterans and People's Party         | —     | —     | —     | 631        | 0,0     | neu     |
|                              | Workers Revolutionary Party         | —     | —     | —     | 524        | 0,0     | ▬       |
|                              | British National Party              | —     | —     | —     | 510        | 0,0     | ▬       |
|                              | Women’s Equality Party              | —     | —     | —     | 416        | 0,0     | ▬       |
|                              | Renew                               | —     | —     | —     | 407        | 0,0     | neu     |
|                              | Communities United Party            | —     | —     | —     | 393        | 0,0     | ▬       |
|                              | Advance Together                    | —     | —     | —     | 351        | 0,0     | neu     |
|                              | Young People's Party                | —     | —     | —     | 311        | 0,0     | ▬       |
|                              | Alliance for Green Socialism        | —     | —     | —     | 278        | 0,0     | ▬       |
|                              | Yeshua                              | —     | —     | —     | 204        | 0,0     | neu     |
|                              | Church of the Militant Elvis Party  | —     | —     | —     | 172        | 0,0     | ▬       |
|                              | Socialist Equality Party            | —     | —     | —     | 172        | 0,0     | ▬       |
|                              | Socialist Party of Great Britain    | —     | —     | —     | 69         | 0,0     | ▬       |
|                              | Andere                              | —     | —     | —     | 197.887    | 0,7     |         |
| Gesamt                       | Gesamt                              | 533   | 100   |       | 26.911.613 | 100     |         |
| Wahlbeteiligung              | Wahlbeteiligung                     |       |       |       |            | 67,4    | ▼1,7    |
| Endergebnis, Quelle: bbc.com |                                     |       |       |       |            |         |         |

### Schottland
59 der insgesamt 650 Wahlkreise lagen in Schottland.

Wahlkreisergebnisse in Schottland

| Partei                       | Partei                      | Sitze | Sitze | Sitze | Stimmen   | Stimmen | Stimmen |
| Partei                       | Partei                      | Zahl  | in %  | +/-   | Zahl      | in %    | +/- %   |
| ---------------------------- | --------------------------- | ----- | ----- | ----- | --------- | ------- | ------- |
|                              | Scottish National Party     | 48    | 81,4  | ▲13   | 1.242.380 | 45,0    | ▲8,1    |
|                              | Conservative Party          | 6     | 10,2  | ▼7    | 692.939   | 25,1    | ▼3,5    |
|                              | Liberal Democrats           | 4     | 6,8   | ▬ 0   | 263.417   | 9,5     | ▲2,8    |
|                              | Labour Party                | 1     | 1,6   | ▼6    | 511.838   | 18,6    | ▼8,5    |
|                              | Scottish Green Party        | —     | —     | —     | 28.122    | 1,0     | ▲0,8    |
|                              | Brexit Party                | —     | —     | —     | 13.243    | 0,5     | neu     |
|                              | UKIP                        | —     | —     | —     | 3.303     | 0,1     | ▼0,1    |
|                              | Veterans and People's Party | —     | —     | —     | 588       | 0,0     | neu     |
|                              | Scottish Family Party       | —     | —     | —     | 465       | 0,0     | neu     |
|                              | Scottish Christian Party    | —     | —     | —     | 460       | 0,0     | ▼0,1    |
|                              | Scottish Libertarian Party  | —     | —     | —     | 405       | 0,0     | neu     |
|                              | Christian Peoples Alliance  | —     | —     | —     | 240       | 0,0     | neu     |
|                              | Renew                       | —     | —     | —     | 138       | 0,0     | neu     |
|                              | Social Democratic Party     | —     | —     | —     | 114       | 0,0     | ▬       |
|                              | Unabh.                      | —     | —     | —     | 1.409     | 0,0     | ▼0,2    |
| Gesamt                       | Gesamt                      | 59    | 100   |       | 2.759.061 | 100     |         |
| Wahlbeteiligung              | Wahlbeteiligung             |       |       |       |           | 68,1    | ▲1,6    |
| Endergebnis, Quelle: bbc.com |                             |       |       |       |           |         |         |

### Wales
40 der insgesamt 650 Wahlkreise lagen in Wales.

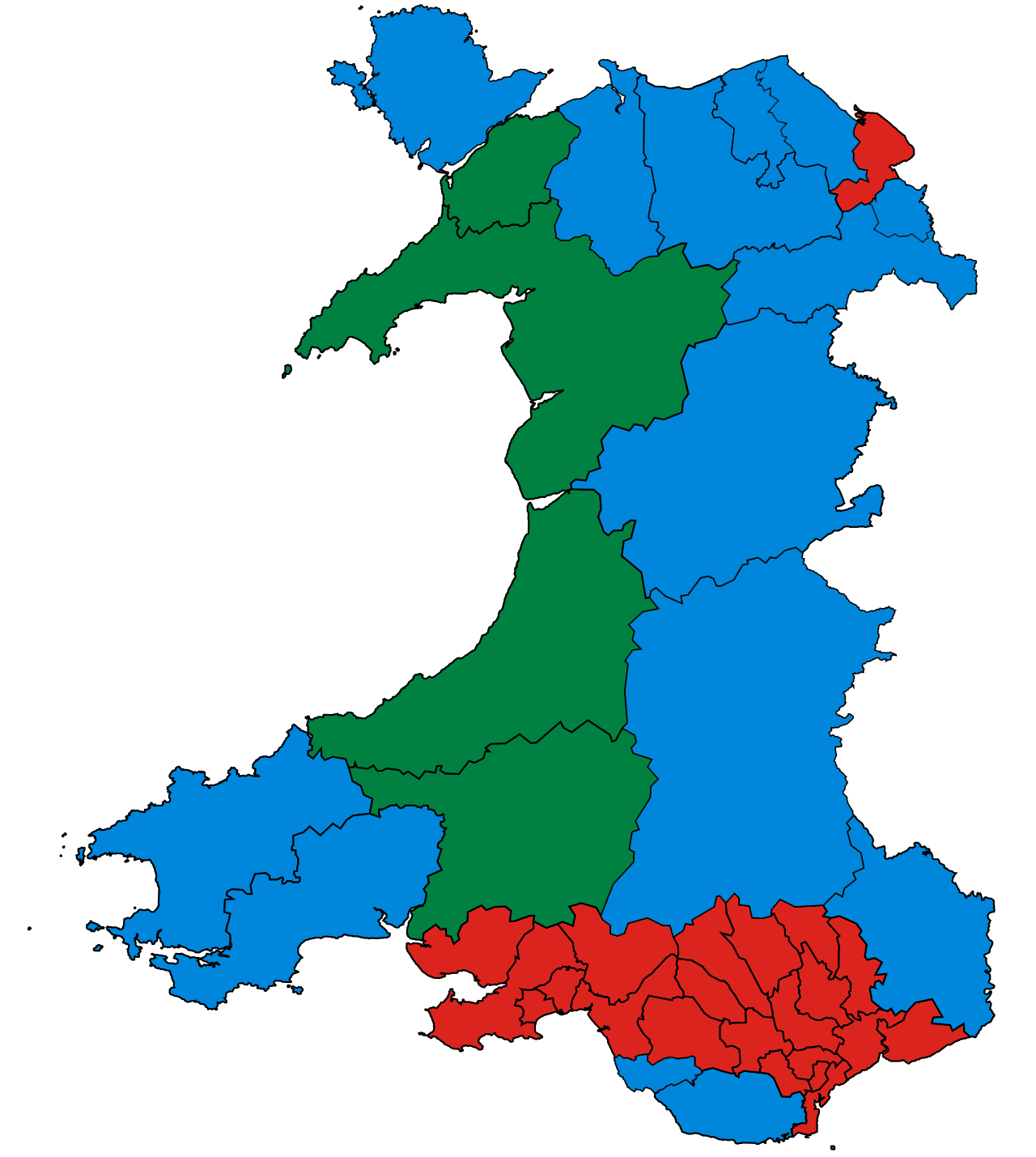
Wahlkreisergebnisse in Wales

| Partei                       | Partei                              | Sitze | Sitze | Sitze | Stimmen   | Stimmen | Stimmen |
| Partei                       | Partei                              | Zahl  | in %  | +/-   | Zahl      | in %    | +/- %   |
| ---------------------------- | ----------------------------------- | ----- | ----- | ----- | --------- | ------- | ------- |
|                              | Labour Party                        | 22    | 55,0  | ▼6    | 632.035   | 40,9    | ▼8,0    |
|                              | Conservative Party                  | 14    | 35,0  | ▲6    | 557.234   | 36,1    | ▲2,5    |
|                              | Plaid Cymru                         | 4     | 10,0  | ▬ 0   | 153.265   | 9,9     | ▼0,5    |
|                              | Liberal Democrats                   | —     | —     | —     | 92.171    | 6,0     | ▲1,5    |
|                              | Brexit Party                        | —     | —     | —     | 83.908    | 5,4     | neu     |
|                              | Green Party of England and Wales    | —     | —     | —     | 15.828    | 1,0     | ▲0,7    |
|                              | Gwlad Gwlad                         | —     | —     | —     | 1.515     | 0,1     | Neu     |
|                              | The Cynon Valley Party              | —     | —     | —     | 1.322     | 0,1     | Neu     |
|                              | Official Monster Raving Loony Party | —     | —     | —     | 345       | 0,0     | ▬       |
|                              | Welsh Christian Party               | —     | —     | —     | 245       | 0,0     | Neu     |
|                              | Social Democratic Party             | —     | —     | —     | 181       | 0,0     | Neu     |
|                              | Socialist Party of Great Britain    | —     | —     | —     | 88        | 0,0     | Neu     |
|                              | Unabh.                              | —     | —     | —     | 6.220     | 0,4     |         |
| Gesamt                       | Gesamt                              | 40    | 100   |       | 1.544.357 | 100     |         |
| Wahlbeteiligung              | Wahlbeteiligung                     |       |       |       |           | 66,6    | ▼2,0    |
| Endergebnis, Quelle: bbc.com |                                     |       |       |       |           |         |         |

### Nordirland
18 der insgesamt 650 Wahlkreise lagen in Nordirland.

Wahlkreisergebnisse in Nordirland

| Partei                       | Partei                             | Sitze | Sitze | Sitze | Stimmen | Stimmen | Stimmen |
| Partei                       | Partei                             | Zahl  | in %  | +/-   | Zahl    | in %    | +/- %   |
| ---------------------------- | ---------------------------------- | ----- | ----- | ----- | ------- | ------- | ------- |
|                              | Democratic Unionist Party          | 8     | 44,4  | ▼2    | 244.127 | 30,6    | ▼5,4    |
|                              | Sinn Féin                          | 7     | 38,9  | ▬ 0   | 181.853 | 22,8    | ▼6,6    |
|                              | Social Democratic and Labour Party | 2     | 11,1  | ▲2    | 118.737 | 14,9    | ▲3,2    |
|                              | Alliance Party of Northern Ireland | 1     | 5,6   | ▲1    | 134.115 | 16,8    | ▲8,9    |
|                              | Ulster Unionist Party              | —     | —     | —     | 93.123  | 11,7    | ▲1,4    |
|                              | Aontú                              | —     | —     | —     | 9.814   | 1,2     | Neu     |
|                              | People Before Profit               | —     | —     | —     | 7.526   | 0,9     | ▲0,2    |
|                              | Conservative Party                 | —     | —     | —     | 5.433   | 0,7     | ▲0,2    |
|                              | Green Party in Northern Ireland    | —     | —     | —     | 1.996   | 0,2     | ▼0,7    |
|                              | UKIP                               | —     | —     | —     | 623     | 0,0     | Neu     |
|                              | Unabh.                             | —     | —     | ▼1    | 1.687   | 0,2     | ▼1,8    |
| Gesamt                       | Gesamt                             | 18    | 100   |       | 799.034 | 100     |         |
| Wahlbeteiligung              | Wahlbeteiligung                    |       |       |       |         | 61,8    | ▼3,6    |
| Endergebnis, Quelle: bbc.com |                                    |       |       |       |         |         |         |

## Nachwahlen
| Wahlkreis                                                             | Datum      | Ausgeschiedene    | Ausgeschiedene | Nachgerückte       | Nachgerückte |
| Wahlkreis                                                             | Datum      | Name              | Partei         | Name               | Partei       |
| --------------------------------------------------------------------- | ---------- | ----------------- | -------------- | ------------------ | ------------ |
| Hartlepool                                                            | 06.05.2021 | Mike Hill         | Labour         | Jill Mortimer      | Cons         |
| Airdrie and Shotts                                                    | 13.05.2021 | Neil Gray         | SNP            | Anum Qaisar-Javed  | SNP          |
| Chesham and Amersham                                                  | 17.06.2021 | Cheryl Gillan     | Cons           | Sarah Green        | LD           |
| Batley and Spen                                                       | 01.07.2021 | Tracy Brabin      | Labour         | Kim Leadbeater     | Labour       |
| Old Bexley and Sidcup                                                 | 02.12.2021 | James Brokenshire | Cons           | Louie French       | Cons         |
| Southend West                                                         | 03.02.2022 | David Amess       | Cons           | Anna Firth         | Cons         |
| Birmingham Erdington                                                  | 03.03.2022 | Jack Dromey       | Labour         | Paulette Hamilton  | Labour       |
| Tiverton and Honiton                                                  | 23.06.2022 | Neil Parish       | Cons           | Richard Foord      | LD           |
| Wakefield                                                             | 23.06.2022 | Imran Ahmad Khan  | Cons           | Simon Lightwood    | Labour       |
| City of Chester                                                       | 01.12.2022 | Chris Matheson    | Labour         | Samantha Dixon     | Labour       |
| Stretford and Urmston                                                 | 15.12.2022 | Kate Green        | Labour         | Andrew Western     | Labour       |
| West Lancashire                                                       | 09.02.2023 | Rosie Cooper      | Labour         | Ashley Dalton      | Labour       |
| Selby and Ainsty                                                      | 20.07.2023 | Nigel Adams       | Cons           | Keir Mather        | Labour       |
| Somerton                                                              | 20.07.2023 | David Warburton   | Cons           | Sarah Dyke         | LD           |
| Uxbridge and South Ruislip                                            | 20.07.2023 | Boris Johnson     | Cons           | Steve Tuckwell     | Cons         |
| Rutherglen and Hamilton West                                          | 05.10.2023 | Margaret Ferrier  | unabh.         | Michael Shanks     | Labour Co-op |
| Mid Bedfordshire                                                      | 19.10.2023 | Nadine Dorries    | Cons           | Alistair Strathern | Labour       |
| Tamworth                                                              | 19.10.2023 | Chris Pincher     | unabh.         | Sarah Edwards      | Labour       |
| Kingswood                                                             | 15.02.2024 | Chris Skidmore    | unabh.         | Damien Egan        | Labour       |
| Wellingborough                                                        | 15.02.2024 | Peter Bone        | unabh.         | Gen Kitchen        | Labour       |
| Rochdale                                                              | 29.02.2024 | Tony Lloyd        | Labour         | George Galloway    | WPGB         |
| Blackpool South                                                       | 02.05.2024 | Scott Benton      | unabh.         | Chris Webb         | Labour       |
|                                                                       |            |                   |                |                    |              |
| Quelle: House of Commons Library, By-elections in the 2019 Parliament |            |                   |                |                    |              |

## Beurteilung
Der Wahlsieg der Konservativen war derart umfassend, dass in den Medienkommentaren vielfach von einem „Erdrutsch“ gesprochen wurde. Der Wahlsieg Johnsons wurde mit dem von Margaret Thatcher 1979 verglichen. Besonders eindrücklich waren die Gewinne der Konservativen in den traditionellen Hochburgen der Labour-Partei in den alten Industriestädten im Norden und den Midlands von England sowie in Wales. Johnsons Konservative hatten nur etwa 300.000 Stimmen mehr als Theresa May bei der Wahl 2017 gewonnen (knapp 14 statt 13,7 Millionen Stimmen), aber Jeremy Corbyns Labour-Partei hatte 2,6 Millionen Stimmen verloren (10,3 statt 12,9 Millionen Stimmen). Begünstigt durch das relative Mehrheitswahlrecht hatten die Konservativen 47 Sitze hinzugewonnen und damit ihren größten Wahlsieg seit der Unterhauswahl 1979 eingefahren.
Die meisten Kommentatoren waren sich dabei einig, dass ein wesentlicher Faktor für die schweren Verluste Labours in der Person Corbyns zu suchen waren. Dieser hatte mit seinen „sozialistischen“ Visionen und seiner inkohärenten und wechselhaften Haltung in der Frage des EU-Austritts viele traditionelle oder potentielle Labour-Wähler nicht überzeugt. Auch die immer noch im Raum stehenden Vorwürfe des Antisemitismus in der Labour-Partei machten ihr zu schaffen.
Ein weiteres Kennzeichen der Wahl waren die deutlichen Gewinne der Scottish National Party. Die SNP hatte bei der Wahl 2017 im Vergleich zu 2015 erhebliche Verluste hinnehmen müssen, die sie dieses Mal wieder zu einem großen Teil aufholen konnte. Sie gewann 48 der 59 Wahlkreise Schottlands, darunter auch mit sehr knapper Mehrheit von 149 Stimmen den Wahlkreis East Dunbartonshire der LibDems-Vorsitzenden Jo Swinson. Noch am Wahlabend kündigte die Erste Ministerin Nicola Sturgeon an, dass sie sich um ein zweites Unabhängigkeitsreferendum in Schottland (indyref2) bemühen werde. Diese Forderung wurde von den Konservativen und Boris Johnson kategorisch abgelehnt.
Die Liberal Democrats als stimmenmäßig drittstärkste Partei gewannen zwar erheblich an Wählerstimmen hinzu, konnten ihren Mandatsanteil jedoch nicht steigern, sondern verloren in der Bilanz sogar ein Mandat (11 statt bisher 12 Mandate). Jo Swinson beklagte die „Welle des Nationalismus“, die sich „beiderseits der Grenze“ (in England und Schottland) ausgebreitet habe, und erklärte ihren Rücktritt als Vorsitzende der Liberal Democrats.